# Chaeryeong
Lee Chae-ryeong (koreanska: 이채령), känd mononymt som Chaeryeong, född 5 juni 2001 i Yongin, är en sydkoreansk sångerska och dansare. Hon är medlem i den sydkoreanska tjejgruppen Itzy, som bildades av JYP Entertainment 2019.

## Tidiga år
Chaeryeong föddes den 5 juni 2001 i Yongin, Sydkorea. Hon är yngre syster till den tidigare Iz*One-medlemmen Chaeyeon. Hon studerade vid Hanlim Multi Art School, där hon läste musikteater tillsammans med gruppmedlemmen Ryujin.

## Karriär

### Innan debuten (2013–17)
2013 tävlade Chaeryeong i den tredje säsongen av programmet K-pop Star tillsammans med systern Chaeyeon. De fick båda beröm för sina dansfärdigheter och blev snart trainees vid JYP Entertainment. 2015 deltog Chaeryeong och hennes syster i Mnets dokusåpa Sixteen, där medlemmarna till gruppen Twice sedan antogs. 2017 var Chaeryeong med i det första avsnittet av Stray Kids tillsammans med hennes blivande gruppmedlemmar Yeji, Ryujin och Yuna.

### Debut med Itzy (2019–nutid)
Den 12 februari 2019 debuterade Chaeryeong som medlem i Itzy. Gruppen debuterade med singelalbumet It'z Different, ledd av singeln "Dalla Dalla". Till gruppens åttonde EP Born to Be spelade Chaeryeong in sin första sololåt, "Mine", som hon var med och skrev tillsammans med bland andra Selah och Lee Woo-bin.

## Diskografi
För Chaeryeongs verk med Itzy, se Itzys diskografi.

### Som gästartist
| Titel                                                              | År   | Album    |
| ------------------------------------------------------------------ | ---- | -------- |
| "Doremifasolatido" (도레미파솔라티도) (med Lee Chanhyuk från AKMU) | 2023 | Umbrella |